# The Man Who Bridged The Mist
The Man Who Bridged The Mist är en fantasyroman av den produktiva amerikanska författaren Kij Johnson, som erövrade 2012 års Nebulapris i kategorin kortromaner.
Handlingen utspelar sig kring ett brobygge på en värld där två civilisationer är åtskiljda av ett gap med mycket tät dimma och monster. Eftersom det sker på en främmande planet är det även science fiction, menar Tomas Cronholm i sin recension i SFSF:s fanzine över Nebulanomineringar 2012.